# Lycaena
A Lycaena a rovarok (Insecta) osztályának lepkék (Lepidoptera) rendjébe, ezen belül a valódi lepkék (Glossata) alrendjébe és a boglárkalepkefélék (Lycaenidae) családjába tartozó nem.
A világszerte megtalálható lepkenem fajait 5 alnemre osztották: Thersamolycaena, Thersamonia, Phoenicurusia, Hyrcanana, Antipodolycaena.

## Rendszerezés
A nembe az alábbi fajok tartoznak (a lista nem teljes):
- Lycaena aditya
- Lycaena aeolus
- Lycaena aeolides
- Lycaena alaica
- ibolyás tűzlepke (Lycaena alciphron)
- Lycaena alpherakyi
- Lycaena arota
- Lycaena asabinus
- Lycaena attila
- Lycaena bathinia
- Lycaena boldenarum
- Lycaena caspius
- Lycaena candens
- Lycaena clarki
- Lycaena cupreus
- Lycaena dione
- nagy tűzlepke (Lycaena dispar)
- Lycaena dorcas
- Lycaena dospassosi
- Lycaena editha
- Lycaena epixanthe
- Lycaena evansii
- Lycaena feredayi
- Lycaena ferrisi
- Lycaena gorgon
- mocsári tűzlepke (Lycaena helle)
- Lycaena helloides
- Lycaena hermes
- Lycaena heteronea
- havasi tűzlepke (Lycaena hippothoe)
- Lycaena hyllus
- Lycaena hyrcana
- Lycaena irmae
- Lycaena kasyapa
- Lycaena kiyokoae
- Lycaena kurdistanica
- Lycaena lampon
- Lycaena li
- Lycaena margelanica
- Lycaena mariposa
- Lycaena nivalis
- Lycaena ochimus
- Lycaena ophion
- Lycaena orbitulus
- Lycaena orus
- Lycaena ottomanus
- Lycaena ouang
- Lycaena pallida
- Lycaena pamira
- Lycaena pang
- Lycaena pavana
- Lycaena phoebus
- közönséges tűzlepke (Lycaena phlaeas)
- Lycaena rauparaha
- Lycaena rubidus
- Lycaena salustius
- Lycaena sartha
- Lycaena solskyi
- Lycaena splendens
- Lycaena standfussi
- Lycaena sultan
- Lycaena susanus
- Lycaena svenhedini
- kis tűzlepke (Lycaena thersamon)
- Lycaena thetis
- Lycaena tseng
- barna tűzlepke (Lycaena tityrus)
- Lycaena violaceus
- aranyos tűzlepke (Lycaena virgaureae)
- Lycaena xanthoides
- Lycaena zariaspa